# 小林孝至
小林孝至（日语：／ Kobayashi Takashi，1963年5月17日—），日本男子摔跤运动员。他曾代表日本参加1988年夏季奥林匹克运动会摔跤比赛，获得男子自由式48公斤级金牌。他也曾出战1982年亚洲运动会。